# San Lorenzo de El Escorial
San Lorenzo de El Escorial là một đô thị trong Cộng đồng Madrid, Tây Ban Nha. Đô thị này có diện tích 56,4 km², dân số theo điều tra năm 2010 của Viện thống kê quốc gia Tây Ban Nha là 18.352 người. Đô thị này nằm ở khu vực có độ cao 1032 mét trên mực nước biển, tu viện El Escorial cách thị xã 28 km ở khu vực cao hơn. Phần lớn khu vực đô thị này là núi non, điểm cao nhất là núi Abantos có độ cao 1753 m trên mực nước biển. Đô thị này cách trung tâm Madrid 47 km.
Tu viện hoàng gia San Lorenzo de El Escorial tọa lạc ở đô thị này là một di sản thế giới.